# Bibliothèque municipale de Kotka
La Bibliothèque municipale de Kotka (finnois : Kotkan kaupunginkirjasto) est une bibliothèque située dans le quartier de Kotkansaari à Kotka en Finlande.

## Présentation
Le bâtiment de la bibliothèque, conçu par Lauri Heinänen, Mikael Enegren et Juha Rouhiainen, a une surface de 6 000 m2 dont 4 500 m2 pour la bibliothèque.
Le bâtiment héberge aussi l'institut de musique de Kotka, les archives municipales de Kotka et le cybercafé Café Sonetti, deux bureaux de chercheurs.